# (5141) Tachibana
(5141) Tachibana (1990 YB) – planetoida z pasa głównego asteroid okrążająca Słońce w ciągu 4,87 lat w średniej odległości 2,87 j.a. Została odkryta 16 grudnia 1990 roku przez Tsutomu Seki. Planetoida należy do rodziny planetoidy Koronis.